# Microsoft Excel
Microsoft Excel és un programa de full de càlcul desenvolupat per Microsoft per a Windows, macOS, Android i iOS.
Compta amb càlcul, eines gràfiques, taules dinàmiques i un llenguatge de programació macro anomenat Visual Basic per a aplicacions. Ha estat un full de càlcul molt aplicat per a aquestes plataformes, especialment des de la versió 5 el 1993, i ha reemplaçat a Lotus 1-2-3 com l'estàndard de la indústria per als fulls de càlcul. Excel forma part de la suite de programari Microsoft Office.

## Història
Microsoft va llançar el 1982 un programa de full de càlcul anomenat Multiplan, molt popular en sistemes de CP/M, però que en sistemes amb MS-DOS va perdre renom respecte al Lotus 1-2-3. Aquesta situació va promoure el desenvolupament d'un nou full de càlcul. La primera versió d'Excel va ser introduïda per a Macintosh el 1985 i la primera versió de Windows, Excel 2.0 (per seguir amb la numeració començada a Macintosh) va sortir al mercat el novembre de 1987. Lotus no va llançar 1-2-3 per a Windows a temps i el 1988 Excel va començar a guanyar terreny a 1-2-3. Gràcies a això Microsoft es va col·locar entre els «grans» del programari informàtic. Ni Excel ni el seu predecessor Multiplan van ser les primeres aplicacions de full de càlcul. Segons bastants articles, el primer full de càlcul s'anomenava VisiCalc, creat per Dan Bricklin.
És un programa de full de càlcul.

## Generalitats
- Possibilitat de presentar les dades de forma estètica.
- Els fulls poden emmagatzemar dades numèriques.
- Ús de les ordres i les eines de Microsoft Excel per a executar càlculs amb les seves dades.
- Permet sumar files i columnes.
- Utilització de les cel·les per a realitzar avaluacions d'una mateixa funció amb diferents valors.
- Escriptura en els formats *.xls, *.csv i *.xlsx.

## Versions

### Per aApple Macintosh
- 1985 Excel 1.0
- 1988 Excel 1.5
- 1989 Excel 2.2
- 1990 Excel 3.0
- 1992 Excel 4.0
- 1993 Excel 5.0
- 1998 Excel 8.0 (Office '98)
- 2000 Excel 9.0 (Office 2001)
- 2001 Excel 10.0 (Office v. X)
- 2004 Excel 11.0 (Office 2004)

### Per aMicrosoft Windows
- 1987 Excel 2.0 for Windows
- 1990 Excel 3.0
- 1992 Excel 4.0
- 1993 Excel 5.0 (Office 4.2 & 4.3, veure la versió de 32-bit només per Windows NT)
- 1995 Excel 7.0 (Office '95)
- 1997 Excel 8.0 (Office '97)
- 1999 Excel 9.0 (Office 2000)
- 2001 Excel 10.0 (Office XP)
- 2003 Excel 11.0 (Office 2003)
- 2007 Excel 12.0 (Office 2007)
- 2010 Excel 14.0 (Office 2010)

- Nota: Excel 1.0 no consta per no crear confusió amb la versió d'Apple Macintosh.
- Nota: La versió 6 d'Excel no existeix ja que va sortir amb Word 7.

### Per aOS/2
- 1989 Excel 2.2
- 1991 Excel 3.0

## Bill Gates i Microsoft Excel
Excel va ser originalment desenvolupat per l'Apple Macintosh el 1984 i pel reconegut Bill Gates, com a continuació de Multiplan. Microsoft Excel va ser una de les primeres aplicacions de full de càlcul en utilitzar una interfase gràfica amb menús pull down i maneig amb punter de ratolí. Quan Microsoft va llançar el sistema operatiu Windows el 1985, Excel va ser una de les primeres aplicacions per aquesta plataforma. Durant prop de tres anys va ser l'única aplicació de full de càlcul en l'entorn Windows, fins a l'estiu del 1988.

## Ous de Pasqua
Com molts altres programes de Microsoft, Excel conté diversos Ous de Pasqua, és a dir, funcions amagades, no relacionades amb el propòsit de l'aplicació a la qual pertanyen i col·locades allà per capritx dels programadors.

### Flight Simulator (a l'Excel 97)
1. Obrir Excel 97.
2. Prémer F5.
3. Escriure x97:l97, i prémer enter.
4. Prémer la tecla de tabulació (TAB).
5. Mantenir premudes les tecles CTRL i ALT, i prémer sobre la icona d’assistent per a gràfics.
6. Apareix el simulador que es controla amb el ratolí.

### Joc de cotxes en 3D (a l'Excel 2000)
1. Seleccionar Guardar com pàgina Web en el menú Fitxer.
2. Seleccionar Afegir Interactivitat amb.
3. Canviar el nom del fitxer per some.html i prémer Publicar.
4. Sortir d'Excel 2000 i no guardar els canvis.
5. Iniciar Internet i obrir el fitxer some.html de C:\Els meus documents.
6. Amb la barra de desplaçament vertical baixar fins a la fila 2000.
7. Fer clic en el 2000, perquè tota la fila quedi seleccionada.
8. Amb la tecla Tab anar fins a la columna WC (sense possibilitat de passar-se).
9. Mantenint pressionades les tecles Control, Alt i Shift a la vegada, fer clic sobre el logotip d'Office ubicat al cantó superior esquerre.

Tecles pel joc de cotxes:
- Moure's, accelerar i frenar: fletxes de desplaçament.
- Disparar cap endavant: barra espaiadora.
- Deixar oli a la pista: tecla O.
- Encendre i apagar les llums: tecla H.
- Sortir i tornar a Internet: tecla Esc.